# 车桑子

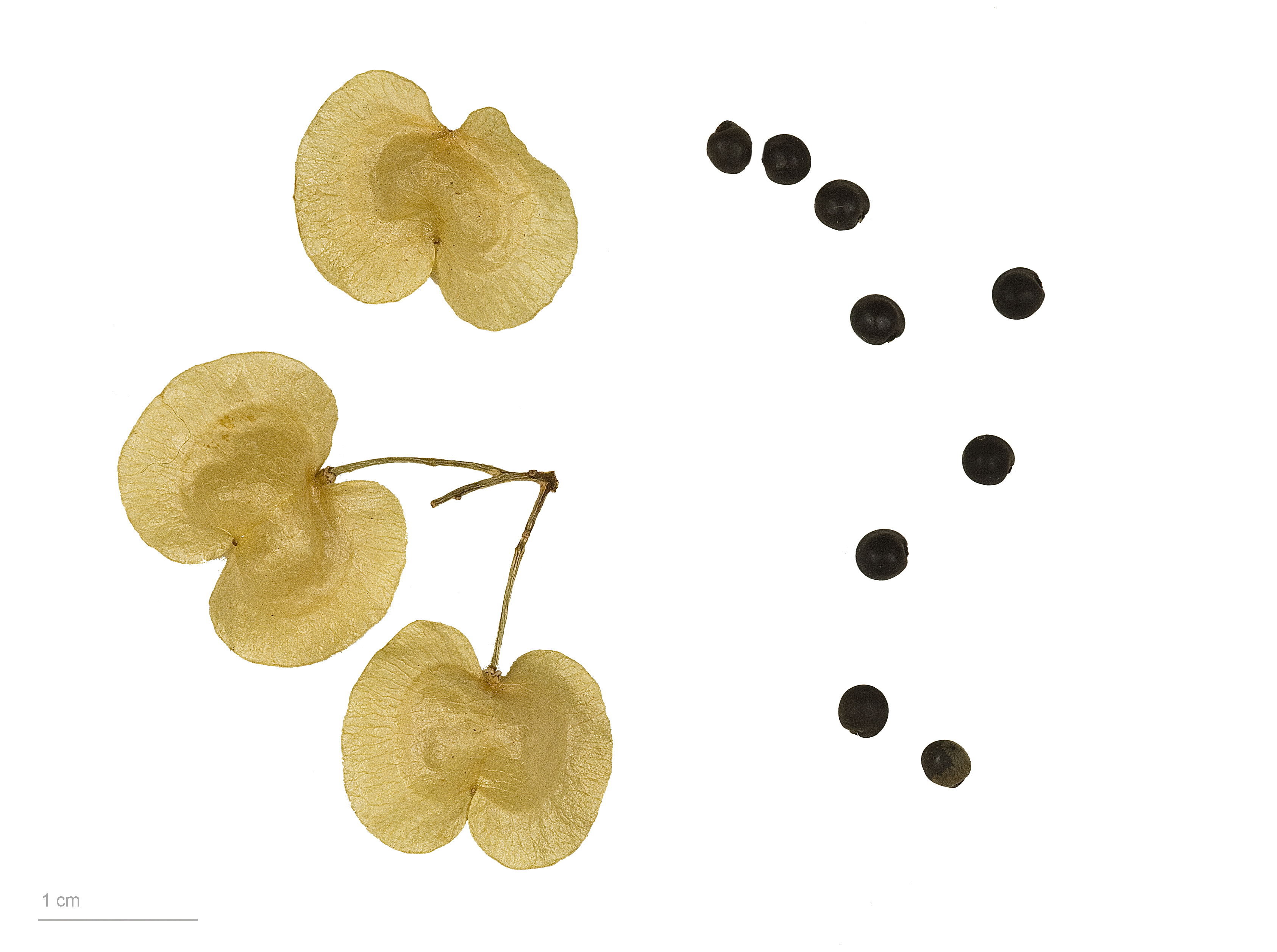
Dodonaea viscosa

车桑子（学名：Dodonaea viscosa）为无患子科车桑子属下的一个种。

## 扩展阅读
- 維基物種上的相關：车桑子